# Concierto para orquesta (Bartók)

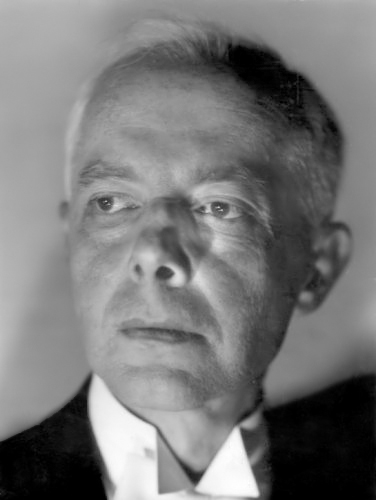
Bartók antes de 1945.

El Concierto para orquesta, Sz. 116, BB 123 es una pieza para orquesta sinfónica en cinco movimientos que fue escrita por el compositor húngaro Béla Bartók en 1943. Es una de las obras más populares del compositor y quizá la más conocida de las obras que llevan el contradictorio título de Concierto para orquesta. Debe su nombre a que con frecuencia un instrumento (o un grupo de ellos) se opone, como solista, a la orquesta. Esto contrasta con la forma convencional del concierto, que cuenta con un instrumento solista y acompañamiento orquestal. Bartók, dijo que denominó a esta pieza concierto en lugar de sinfonía por la forma en que cada sección de instrumentos se trata de una manera solista y virtuosística.

## Historia
La obra fue un encargo de la Fundación Koussevitzky dirigida por Serguéi Kusevitski. Bartók, que había dejado su país y se había trasladado a Nueva York en 1940, compuso el Concierto en 1943. El estreno se celebró el 1 de diciembre de 1944 en el Symphony Hall de Boston, interpretada por la Orquesta Sinfónica de Boston bajo la dirección de Serguéi Kusevitski y tuvo un éxito inmediato. Bartók revisó la pieza poco después alargando su último movimiento. El éxito de la pieza animó a Bartók, que recibió otros encargos, sin embargo no pudo disfrutarlo mucho tiempo ya que murió diez meses después del estreno.

## Instrumentación
La partitura está escrita para una orquesta sinfónica formada por:
- Viento madera: 3 flautas (una doblando al flautín), 3 oboes (la tercera doblando al corno inglés), 3 clarinetes (la tercera doblando al clarinete bajo), 3 fagotes (la tercera doblando al contrafagot).
- Viento metal: 4 trompas, 3 trompetas, 3 trombones, 1 tuba.
- Percusión: timbales, bombo, caja, platillos, triángulo, tam-tam.
- Cuerda: 2 arpas y una sección de cuerdas con violines I y II, violas, violonchelos y contrabajos.

## Estructura y análisis
La obra consta de cinco movimientos:
- I. Introduzione. Andante non troppo – Allegro vivace 3
4
- II. Giuoco delle coppie. Allegretto scherzando 2
4
- III. Elegia. Andante non troppo 3
4
- IV. Intermezzo interrotto. Allegretto 2
4
- V. Finale. Pesante – Presto 2
4

Estos cinco movimientos forman el siguiente arco: vivo-lento-moderato-moderato-vivo. El movimiento central, Elegia, va precedido y seguido de dos movimientos breves, a modo de scherzos, estos son de hecho interludios dentro del conjunto de la obra, que tiene una estructura esencialmente sinfónica. La obra combina elementos de música clásica occidental y música folclórica, especialmente húngara, y se aparta de la tonalidad tradicional, a menudo mediante el uso de modos tradicionales y escalas no convencionales. El propio Béla Bartók dio explicaciones sobre el nombre y el sentido de la obra. Por un lado, "el título de esta especie de sinfonía proviene de su tendencia a tratar los instrumentos de la orquesta de una manera concertante, casi como si fueran solistas", lo que es especialmente notoria en el segundo movimiento. Por otra parte, "la atmósfera general de la obra —aparte del juguetón segundo movimiento— representa una transición gradual de la austeridad del primer movimiento y el lúgubre canto de muerte del tercero, hasta la afirmación vital del último".

### I.Introduzione. Andante non troppo – Allegro vivace
El primer movimiento comienza con una introducción lenta y misteriosa que parece preludiar muchas de las ideas que aparecerán después. La introducción da paso a un allegro con numerosos pasajes fugados. Está estructurado en forma sonata.

### II.Giuoco delle coppie. Allegretto scherzando
El segundo movimiento consta de cinco secciones, en cada una de las cuales hay una pareja de instrumentos tocando juntos. En cada uno de estos pasajes el intervalo entre los dos instrumentos es diferente: una sexta entre los fagotes, una tercera entre los oboes, una séptima entre los clarinetes, una quinta entre las flautas y una segunda entre las trompetas con sordina. Después de un coral a cargo de la sección de metales, reaparece la música de las parejas.

### III.Elegia. Andante non troppo
El tercer movimiento es otro movimiento lento, típico de la llamada música nocturna de Bartók. La apasionada sección central está basada en un tema de aire húngaro extraído del movimiento inicial.

### IV.Intermezzo interrotto. Allegretto
El cuarto movimiento consta de una melodía que fluye con cambios de compás, mezclada con un tema que parodia la marcha de la Sinfonía n.º 7 "Leningrado" de Dmitri Shostakóvich. El tema es interrumpido por los glissandi en los trombones y en las maderas.

### V.Finale. Pesante – Presto
El quinto y último movimiento también responde a la forma sonata. Su música está caracterizada por su virtuosismo y la presencia del contrapunto, con secciones fugadas. Comienza con una brillante música con aires de danza, con interludios suaves a modo de contraste y pasajes fugados basados en un tema presentado por las trompetas.

## Discografía selecta
- 1946 – Fritz Reiner, Orquesta Sinfónica de Pittsburgh (Columbia M-793 78 rpm; Columbia ML 4102 monoaural LP 12''). Grabado los días 4 y 5 de febrero de 1946.
- 1953 – Herbert von Karajan, Orquesta Philharmonia (Columbia 33CX 1054 monoaural LP 12'').
- 1954 – Eugene Ormandy, Orquesta de Filadelfia (Columbia ML 4973 monoaural LP 12'').
- 1958 – Fritz Reiner, Orquesta Sinfónica de Chicago (RCA Victor LSC-1934 LP 12'').
- 1956 – Ernest Ansermet, Orquesta de la Suisse Romande (Decca LXT 5305; London CS-6086; Decca Eclipse estéreo). También incluye el Concierto para siete vientos, percusión y orquesta de cuerda de Frank Martin.
- 1959 – Rafael Kubelik, Royal Philharmonic Orchestra (EMI HMV ASD 312 estéreo LP 12''). También incluye Dos retratos, Op. 5 de Bartók.
- 1960 – Leonard Bernstein, Filarmónica de Nueva York (Columbia MS 6140 estéreo LP 12''). Grabado en el Hotel St. George de Nueva York el 30 de noviembre de 1959.
- 1962 – Erich Leinsdorf, Orquesta Sinfónica de Boston (RCA Victor LSC-2643 LP 12''). Grabado en el Symphony Hall de Boston.
- 1963 – Karel Ančerl, Orquesta Filarmónica Checa (Supraphon). Grabado en el Dvořák Hall de Praga.
- 1965 – George Szell, Orquesta de Cleveland (Columbia ML 6215 estéreo LP 12''). También incluye la Sinfonietta de Janáček.
- 1965 – Georg Solti, Orquesta Sinfónica de Londres (Decca SXL 6212 estéreo LP 12'').
- 1979 – Eugene Ormandy, Orquesta de Filadelfia (RCA Red Seal ARC1-3421). Es la primera grabación digital.
- 1981 – Georg Solti, Orquesta Sinfónica de Chicago (Decca 417 754-2 digital). Grabado en el Orchestra Hall de Chicago en enero de 1981. También incluye Cuadros de una exposición de Músorgski, orquestada por Ravel.
- 2012 – Marin Alsop, Orquesta Sinfónica de Baltimore (Naxos 8.572486 digital). También incluye Música para cuerda, percusión y celesta de Bartók.[4]